# WWE European Championship
Het WWE European Championship was een professioneel worstelkampioenschap dat geproduceerd werd door World Wrestling Federation (WWF), later World Wrestling Entertainment (WWE).

## Titel geschiedenis
| Worstelaar          | #                | Datum             | Stad                          | Aantekeningen |
| ------------------- | ---------------- | ----------------- | ----------------------------- | --- |
| The British Bulldog | 1                | 26 februari 1997  | Berlijn                       | Versloeg Owen Hart in een toernooi finale en werd zo de eerste kampioen.                                                                          |
| Shawn Michaels      | 1                | 20 september 1997 | Birmingham                    | One Night Only |
| Triple H            | 1                | 11 december 1997  | Lowell (Massachusetts)        | |
| Owen Hart           | 1                | 20 januari 1998   | Davis (Californië)            | Versloeg Goldust. |
| Triple H            | 2                | 16 maart 1998     | Phoenix (Arizona)             | |
| D'Lo Brown          | 1                | 14 juli 1998      | Binghamton (New York)         | |
| X-Pac               | 1                | 15 september 1998 | Sacramento (Californië)       | |
| D'Lo Brown          | 2                | 29 september 1998 | East Lansing (Michigan)       | |
| X-Pac               | 2                | 18 oktober 1998   | Rosemont (Illinois)           | Judgment Day: In Your House |
| Shane McMahon       | 1                | 15 februari 1999  | Birmingham (Alabama)          | Versloeg X-Pac in een tag team match met Shane McMahon en Kane vs. Triple H en X-Pac.                                                             |
| Opgeborgen          | Opgeborgen       | 30 maart 1999     | Uniondale (New York)          | McMahon: "gepensioneerd als kampioen" op Sunday Night Heat.                                                                                       |
| Mideon              | 1                | 21 juni 1999      | Memphis (Tennessee)           | McMahon huldigde Mideon de titel nadat hij de titel vond in McMahon's rugzak.                                                                     |
| D'Lo Brown          | 3                | 25 juli 1999      | Buffalo (New York)            | Brown werd de eerste worstelaar die zowel de European Championship en de WWF Intercontinental Championship heeft verdedigd op Fully Loaded (1999) |
| Jeff Jarrett        | 1                | 22 augustus 1999  | Minneapolis (Minnesota)       | Jarrett won zowel de European Championship en de Intercontinental Championship van D'Lo Brown in SummerSlam (1999).                               |
| Mark Henry          | 1                | 23 augustus 1999  | Ames (Iowa)                   | Jarrett huldigde de titel aan Henry als een cadeau voor zijn hulp om D'Lo Brown te verslaan op SummerSlam.                                        |
| D'Lo Brown          | 4                | 26 augustus 1999  | Charlotte (North Carolina)    | Won van Henry op Unforgiven (1999). |
| The British Bulldog | 2                | 26 oktober 1999   | Springfield (Massachusetts)   | Aflevering van SmackDown |
| Val Venis           | 1                | 12 december 1999  | Sunrise (Florida)             | Dit was een Triple Threat match (Venis, British Bulldog & D'Lo Brown) in Armageddon (1999).                                                       |
| Kurt Angle          | 1                | 8 februari 2000   | Austin (Texas)                | Aflevering van SmackDown. |
| Chris Jericho       | 1                | 2 april 2000      | Anaheim (Californië)          | Won de Triple Threat Match tegen Angle en Chris Benoit in WrestleMania 2000.                                                                      |
| Eddie Guerrero      | 1                | 3 april 2000      | Los Angeles (Californië)      | |
| Perry Saturn        | 1                | 23 juli 2000      | Dallas (Texas)                | Fully Loaded (2000). |
| Al Snow             | 1                | 29 augustus 2000  | Fayetteville (North Carolina) | |
| William Regal       | 1                | 16 oktober 2000   | Detroit (Michigan)            | Won de titel op Raw. |
| Crash Holly         | 1                | 2 december 2000   | Sheffield                     | Rebellion (2000) |
| William Regal       | 2                | 4 december 2000   | East Rutherford (New Jersey)  | |
| Test                | 1                | 22 januari 2001   | Lafayette (Louisiana)         | |
| Eddie Guerrero      | 2                | 1 april 2001      | Houston (Texas)               | WrestleMania X-Seven. |
| Matt Hardy          | 1                | 24 april 2001     | Denver (Colorado)             | |
| The Hurricane       | 1                | 27 augustus 2001  | Grand Rapids (Michigan)       | |
| Bradshaw            | 1                | 22 oktober 2001   | Kansas City (Missouri)        | |
| Christian           | 1                | 30 oktober 2001   | Cincinnati (Ohio)             | |
| Diamond Dallas Page | 1                | 29 januari 2002   | Norfolk (Virginia)            | |
| William Regal       | 3                | 19 maart 2002     | Ottawa                        | |
| Spike Dudley        | 1                | 8 april 2002      | Phoenix (Arizona)             | |
| William Regal       | 4                | 6 mei 2002        | Hartford (Connecticut)        | |
| Jeff Hardy          | 1                | 8 juli 2002       | Philadelphia (Pennsylvania)   | |
| Rob Van Dam         | 1                | 22 juli 2002      | Grand Rapids (Michigan)       | |
| Titel opgeborgen    | Titel opgeborgen | 22 juli 2002      | Grand Rapids (Michigan)       | Van Dam verenigde de European Championship met de WWE Intercontinental Championship.                                                              |